# Скомлін (гміна)
Гміна Скомлін (пол. Gmina Skomlin) — сільська гміна у центральній Польщі. Належить до Велюнського повіту Лодзинського воєводства.
Станом на 31 грудня 2011 у гміні проживало 3400 осіб.

## Площа
Згідно з даними за 2007 рік площа гміни становила 54.95 км², у тому числі:
- орні землі: 77.00%
- ліси: 14.00%

Таким чином, площа гміни становить 5.92% площі повіту.

## Населення
Станом на 31 грудня 2011:
| Опис     | Загалом | Загалом | Чоловіки | Чоловіки | Жінки | Жінки |
| -------- | ------- | ------- | -------- | -------- | ----- | ----- |
| одиниця  | осіб    | %       | осіб     | %        | осіб  | %     |
| все      | 3400    | 100     | 1685     | 49.56    | 1715  | 50.44 |
| міське   | 0       | 100     | 0        |          | 0     |       |
| сільське | 3400    | 100     | 1685     | 49.56    | 1715  | 50.44 |

## Сусідні гміни
Гміна Скомлін межує з такими гмінами: Біла, Велюнь, Ґожув-Шльонський, Лубніце, Мокрсько, Прашка.